# La pesadilla de Darwin
La pesadilla de Darwin, título original en francés Le cauchemar de Darwin es un documental político franco-belga-austriaco escrito y dirigido por Hubert Sauper sobre los efectos sociales y ambientales de la industria pesquera en el lago Victoria en Tanzania.
Fue premiado en el Festival de Venecia de 2004 y nominado en 2005 por la Academy Award for Documentary Feature en su 78.ª edición.
Hubert Sauper, austríaco especializado en filmar conflictos africanos como We come as friends, donde trata la guerra de Sudán, o Diario de Kisangani, sobre la emigración de los hutus al Zaire. 

## Argumento
El filme fue grabado durante ls estancia de meses en Mwanza e Saupert y Sandor. Comienza con el avión cuatrimotor de carga Ilyushin Il-76, aterrizando en el aeropuerto de Mwanza, en Tanzania, cerca del lago Victoria. El avión viene de Europa para llevar de vuelta filetes procesados de perca del Nilo, una especie de pez introducida en el lago en las décadas de los cincuenta y sesenta que ha causado la extinción de cientos de especies locales.
A partir de entrevistas con los pilotos, los dueños de las factorías, guardias, prostitutas, pescadores y habitantes, el documental abre un debate sobre los efectos de la introducción de la perca del Nilo en el lago, con la dicotomía entre la ayuda europea que se le da a África, por una parte, y la extracción de sus recursos a cambio de munición y armamento por otra.
El autor del documental se preocupa por mostrar el empobrecimiento de Tanzania y como la introducción de la perca del Nilo de la mano de grandes potencias europeas que se disputan y se benefician por la extracción de este recursos naturales. La hambruna que se vive en este país se ve retratada en el documental con niños huérfanos que se pelean por un plato de comida y mujeres que no tienen más opción que prostituirse.
Por otro lado, en una entrevista a Yunus D. Mgaya, colaborador en el Proyecto de Gestión Medioambiental del Lago Victoria, este sostiene que el documental muestra a Tanzania únicamente afectada por la incorporación del pez perca del Nilo pero no muestra los aspectos positivos de este. Por ejemplo, los ingresos nacional que generó para la región. Además, afirma que la introducción de este pez no fue la única razón por la cual las demás especies se extinguieron. El deterioro del agua, con el correr de los años, también generó un aumento significativo de algas. Algo que se podría haber evitado. Otra crítica que hace Yunus D. Mgaya es que la década de 1990 la perca del Nilo pesaba unos 200 kg mientras que hoy los peces son extraídos con 10 o 20 kg. Esto significa que, al ser cada vez más chicos, los peces dejarán de ser tan útiles para la pesca y por consiguiente generará una falta de ingresos.

## Polémica
El documental fue objeto de un intenso debate sobre su veracidad, primero en un artículo de Libération del 27 de febrero de 2006 , y luego en una contra-investigación publicada por Le Monde unos días más tarde. En este último, Jean-Philippe Rémy escribe:"Las evidencias visuales son a veces engañosas. Toneladas de "pankis", como se llaman a estos cadáveres de perca se fabrican en las tablas de Nyamhongolo, a unos diez kilómetros de Mwanza por trabajadores precarios. Estos trabajadores recuerdan el paso de un "hombre blanco con su cámara" al que imitan cuando este intentaba filmarles. Estos únicos "pankis", contrariamente a lo que sugiere la película, son los que no están destinados al consumo humano, sino a servir de alimento para pollos y cerdos. Otros restos de peces, un poco más allá, también son aptos para el consumo humano. Estos trozos más pequeños, que se encuentran en Tanzania, tras lavarse con cuidado, se asan o se fríen."
Según una fuente de IPS de 2009, el consumo de restos de peces motivado por la pobreza existe en el este de África y no sólo en Tanzania.
Lo que separa la realidad de la película ¿es un error, una inexactitud o un engaño? La pregunta tiene su importancia, ya que la película de Sauper, tras tener un éxito de público considerable, ganó numerosos premios y llegó incluso a competir por el Oscar y es objeto de controversia tras el artículo publicado en la revista Les Temps modernes (números 635-636) firmado por François Garçon, desafiando la seriedad de los hechos presentados. En una respuesta a Le Monde , Hubert Sauper declaró que no tenía que justificarse y que "el escándalo del que habla mi película no es el del Lago Victoria".
Durante el programa Arrêt sur images del 30 de abril de 2006, se pregunta la veracidad del tráfico de armas, que no está probado. Las armas que fueron incautadas en el aeropuerto de Mwanza se produjeron como resultado de un problema técnico con un Antonov An-12 que debería haber aterrizado en Tanzania. Las 35 toneladas de armas venían de Tel Aviv y estaban en Uganda. El historiador François Garçon está interesado en la película porque no muestra las imágenes de las armas del supuesto tráfico. También critica el sesgo altermundialista de la película (entrevista de radio en Francia el 24 de abril de 2006) y publica un libro sobre el documental. El 21 de enero de 2007, durante una transmisión de RFI presentada por Benoît Ruelle, François Garçon reitera sus declaraciones en contra de la película. Hubert Sauper decide iniciar un procedimiento legal por difamación en enero de 2008. El historiador fue condenado por el Tribunal Correccional de París, en primera instancia el 22 de febrero, a pagar la suma de 500 euros de multa  por difamación contra Sauper, al decir que el director había pagado a los niños a "representar y repetir escenas ". Sin embargo, el tribunal considera que el resto de los comentarios del historiador no "excedieron los límites admisibles del derecho de crítica", particularmente cuando describió como "un proceso de deshonestidad increíble"la afirmación de la existencia un vínculo entre la marcha de los niños del entorno del lago y el comercio de la perca, ya que niega la realidad del comercio de armas y el destino de los restos de peces para consumo humano. François Garçon apeló la decisión y perdió. El Tribunal de Apelación dice en su veredicto dictado el 11 de marzo de 2009 que la acusación de manipulación de los niños era difamatoria sin la excepción de establecer la verdad de los hechos alegados y de buena fe. Confirma que François Garçon "obviamente no tenía una base fáctica suficiente para acusar tanto al director de manipular a los niños y engañar la realidad de las situaciones que filmó". De buena fe, Francois Garçon, que es maestro, debería haber tenido una base fáctica suficiente y tener en cuenta la naturaleza de la obra de Hubert Sauper, que no es un documental didáctico sino un documental de creación.
En todo caso, muestra una realidad social, quizá exagerada, o tal vez no. Cuando se le pregunta al director por su obra este contesta: "podría haberse realizado en Sierra Leona sólo sustituyendo los peces por diamantes, en Honduras con las bananas, o en Libia, Nigeria o Angola con el petróleo".

## Premios
- 2004 Entrevues Film Festival, Audience Award
- 2004 Premios del Cine Europeo Mejor documental.
- 2004 Vienna International Film Festival, Vienna Film Award
- 2004 La Biennale di Venezia
- 2004 Festival du film de l’Environnement de París
- 2004 Festival International du Film Entrevues de Belfort
- 2004 Copenhaguen Dox
- 2004 National Film Board of Canada Montréal
- 2005 Thessaloniki Documentary Festival, Audience Award
- 2005 Angers European First Film Festival, Premio Jurado Europeo
- 2005 Festival de cine contemporáneo de Ciudad de México, Audience Award
- 2005 Sydney Film Festival, Premio FIPRESCI
- 2005 Yamagata International Documentary Film Festival, Premio especial del jurado y Community Cinema Award
- 2005 Viennale, Vienna
- 2005 Chicago Doc Festival
- 2005 Oslo Eurodoc
- 2005 Thessaloniki Doc FF
- 2005 Mexico Cine Contemporain
- 2005 Docaviv, Israel
- 2005 International Film Festival of Toronto
- 2006 Premio César por mejor película novel.

## Nominación al Óscar
- 2006 Academy Awards Nominado a Mejor documental